# 영 앤 헝그리
《영 앤 헝그리》(영어: Young & Hungry)는 2014년 6월 25일부터 2018년 7월 25일까지 방영한 시트콤이다.

## 캐스트
- 에밀리 오스먼트 - 개비 다이아몬드
- 조너선 사도스키 - 조시 카민스키
- 렉스 리 - 엘리엇 파크
- 아미 카레로 - 소피아 로드리게즈
- 김 휘트리 - 욜란다